# California State University - Fullerton
De California State University - Fullerton (CSUF), vaak verkort tot CSU Fullerton of Cal State Fullerton, is een Amerikaanse openbare universiteit in Fullerton, een stad in Orange County (Californië). De universiteit maakt deel uit van het California State University-systeem, dat in totaal 23 campussen telt, waarvan verschillende in de agglomeratie rond Los Angeles.
CSU Fullerton is een van de grootste universiteiten van de staat qua studentenaantal. In 2007 waren er 37.130 studenten ingeschreven, een record voor de universiteit. Daarmee was de campus in Fullerton de grootste in het CSU-systeem.

## Geschiedenis
In 1957 kreeg het Orange County State College het recht om diploma's uit te reiken. Het jaar daarna koos men een plaats uit voor de bouw van een campus; de campus werd in 1959 aangekocht. In september 1959 begonnen 452 studenten aan de eerste lessen. In 1962 werd de school hernoemd tot Orange State College, in 1964 tot California State College at Fullerton en in 1972 kreeg de universiteit haar huidige naam, California State University, Fullerton.
Op 12 juli 1976 richtte een concièrge van de universitaire bibliotheek een bloedbad aan op de campus. Hij vermoordde zeven mensen en verwondde er twee andere. Hij werd schuldig bevonden, maar werd later opgenomen in een psychiatrisch ziekenhuis. De schietpartij was een van de grootste bloedbaden op een Amerikaanse universiteit.
Cal State Fullerton groeide snel in de jaren 2000. Verschillende bouwprojecten werden afgerond en ook het aantal studierichtingen werd uitgebreid.

## Alumni
Enkele bekende alumni van CSU Fullerton zijn:
- Bruce Bowen, basketballer
- Bobby Brown, zanger
- James Cameron, filmregisseur en -producent
- Marc Cherry, televisieschrijver en -producent
- Kevin Costner, acteur en regisseur
- Tracy Caldwell Dyson, astronaute
- Elizabeth George, schrijfster
- Duncan Oughton, voetballer
- Tim Powers, schrijver van sciencefiction en fantasy
- Jean Bruce Scott, actrice
- Michael Shermer, schrijver en historicus
- Gwen Stefani, zangeres en songwriter
- Allen Strange, componist